# 得樂日嘎大橋
得樂日嘎大橋是臺灣一座公路橋樑，又名茂林高架橋，位於高雄市茂林區，橫跨荖濃溪支流濁口溪，承載區道高132線。最高一柱橋柱高52公尺，為台灣第六高，次於99公尺的霧台谷川大橋、68公尺高的國道6號（水沙連高速公路）國姓交流道高架橋、65.5公尺高的國道5號烏塗溪橋、58.9公尺高的台20線南橫公路桃源一橋，以及55.4公尺高的台20線南橫公路勝境橋。本公路橋為茂林區聯外道，也是通往茂林國家風景區、多納溫泉、紫蝶幽谷等觀光區的唯一道路。

## 沿革
2009年8月，因莫拉克風災的超大豪雨，導致濁口溪北岸的大片邊坡崩塌，通往山區茂林里、萬山里、多納里的唯一道路中斷。因邊坡崩塌範圍廣大，既有道路無法修復，且災後地質更為脆弱，多有落石，乃由高雄市工務局設計並興建新的聯外道路方案，於2010年12月14日動工，2013年4月20日完工，2013年5月11日通車。橋名「得樂日嘎」（Teldreka）即是魯凱語中「茂林」本地之名。

## 建造
得樂日嘎大橋為高132鄉道0K+000至1K+200重建計畫中的一部份。新設橋梁需避開道路舊線上方的崩塌區，並跨越水災後寬度增加的濁口溪。得樂日嘎大橋採長跨度預力箱型橋設計，增大跨距、提升橋面高度，以避開洪水的衝擊；橋柱最高高度52公尺，避免於曲流位置落墩，最深的橋墩深度有38公尺，以炸藥開鑿岩盤才得以設置；最低箱梁底海拔157.15公尺，比50年洪水水位高出6.85公尺。橋面寬度10公尺，設雙向兩線道各3.5公尺與路肩各1.5公尺。橋兩端高度差約60公尺，橋面坡度最大為6.75%。工程經費約七億元台幣。

## 資料來源
1. ↑  . 高雄市政府工務局.   [2014-08-30]. （原始内容存档于2014-09-04） （中文（臺灣））.
2. 1 2  葛祐豪. . 自由時報.   [2014-08-30]. （原始内容存档于2019-11-30） （中文（臺灣））.
3. ↑  . 中華民國交通部公路總局.   [2015-06-29]. （原始内容存档于2019-12-01） （中文（臺灣））.
4. ↑  幕丁/阿力夫. . 原住民電視台.   [2014-08-30]. （原始内容存档于2019-08-21） （中文（臺灣））.

## 外部連結
- （繁體中文）得樂日嘎大橋簡介 （页面存档备份，存于）